# Tai Orathai
Tai Orathai (tai: อรทัย ดาบคำ)  (Phon Sawan, 27 de març de 1980) és una cantant del gènere musical Luk Thung i actriu tailandesa. També és coneguda com "Sao Dok Yaah", un nom que prové del seu àlbum debut. Es va graduar amb una llicenciatura a la Facultat de Comunicació de la Universitat de Ramkhamhaeng.

## Vida personal
El nom real de Tai és Orathai Dabkham. Va néixer el 27 de març de 1980 al poble de Khum San Chani, Tambon Pohn Swan, Amphoe Na Chaluai, a la província d'Ubon Ratchatani. És filla de Sang Dabkham i Nittaya Kaewthong. Els seus pares es van separar quan ella tenia 11 anys. Aleshores va viure amb la seva àvia, Khun Yai Thongkham Kaewthong. Té tres germans petits, als quals va ajudar a criar amb la seva àvia.

## Carrera
Va gravar el seu primer àlbum  Chun Khon Luk Thung  (tailandès ฉันคนลูกทุ่ง), però no va arribar a popularitzar-se. Es va unir a GMM Grammy, dirigida per Sala Khunnawut i va gravar el seu segon àlbum  Dok Yar Nai Pa Poon.
El seu primer senzill, "Dok Ya Nai Pa Poon", "Koe Jai Kan Naw", "Jao Chai Khong Cheewit", "Si Tae Nong Hai Boak Nae".

## Discografia

### Àlbums d'estudi
- ดอกหญ้าในป่าปูน (Duak Yah Nai Pah Poon)
- ขอใจกันหนาว (Kho Jai Gun Now)
- คนใกล้เมื่อไกลบ้าน (Kon Glai Mur Glai Bahn)
- ส่งใจมาใกล้ชิด (Song Jai Mah Glai Chit)
- มาจากดิน (Mah Jark Din)
- คนในความคิดฮอด (Kon Nai Kwarm Kid Hot)
- ฝันยังไกล ใจยังหนาว (Fun Young Glai Jai Young Now)
- ไม่ร้องไห้ ไม่ใช่ไม่เจ็บ (Mai Raung Hai Mai Chai Mai Jeb)
- ปลายก้อยของความฮัก (Plai Gauy Kaung Kwarm Hug)
- เจ้าชายของชีวิต (Chaochai Khong Chiwit)[10]